# Roberto Valadão Almokdice
Roberto Valadão Almokdice (Colatina, 20 de setembro de 1938 – Cachoeiro de Itapemirim, 22 de maio de 2024) foi um destacado líder estudantil, político e prefeito de Cachoeiro de Itapemirim, principal cidade do sul do Espírito Santo, tendo exercido o cargo de prefeito em duas gestões: de 1983 a 1988 e de 2005 a 2008. Sua trajetória política foi marcada por sua luta pela democracia, com uma ativa participação na resistência à ditadura militar e na redemocratização do Brasil.

### Primeiros Anos e Formação
Natural de Colatina, no Espírito Santo, Roberto Valadão Almokdice teve uma formação sólida no campo da educação e das ciências sociais. Formou-se em Ciências Jurídicas e Sociais pela Faculdade de Direito de Cachoeiro de Itapemirim (1968-1973) e também cursou Técnico em Contabilidade na Escola Técnica de Comércio de Cachoeiro de Itapemirim. Em sua juventude, foi ativo em movimentos estudantis e desempenhou papéis importantes em organizações associativas, como presidente da Casa do Estudante de Cachoeiro de Itapemirim (1968-1970) e do Diretório Acadêmico Abel Santana, na mesma cidade (1971).

### Trajetória Política
Roberto Valadão começou sua carreira política no início da década de 1960, como membro do MDB (Movimento Democrático Brasileiro), onde desempenhou papéis fundamentais na organização e liderança do partido. Entre 1962 e 1979, esteve à frente da Comissão Executiva do MDB em Cachoeiro de Itapemirim e foi líder do partido entre 1973 e 1979. Sua liderança política se estendeu também à Câmara Municipal de Cachoeiro, onde foi vereador em diferentes períodos: de 1973 a 1977 e de 1977 a 1979.
Em 1983, foi eleito prefeito de Cachoeiro de Itapemirim, cargo que ocupou até 1988, e, depois de um período afastado, voltou a ocupar a Prefeitura em 2005, permanecendo no cargo até 2008.
Além disso, foi eleito deputado estadual e deputado federal por dois mandatos, entre 1991 e 1999, sempre pelo PMDB, partido que ajudou a fundar. Durante seu tempo como parlamentar, Valadão teve uma participação destacada em várias comissões permanentes e especiais da Câmara dos Deputados, incluindo a Comissão de Constituição e Justiça, a Comissão de Direitos Humanos, e a Comissão de Ciência e Tecnologia, Comunicação e Informática, entre outras. Também desempenhou papéis importantes em comissões externas e CPI's, como a que investigou as causas do atraso tecnológico no Brasil e a comissão que tratou da guerrilha do Araguaia.
Seu compromisso com a redemocratização do Brasil o colocou como um dos principais nomes da oposição à ditadura militar. Durante sua passagem pela Câmara dos Deputados, teve atuação destacada na atualização da legislação eleitoral e na promoção de propostas de anistia, incluindo a Anistia dos Militares, que visava beneficiar ex-integrantes do regime militar.

### Atividades Partidárias
Valadão foi fundador do MDB e um dos principais nomes do partido no Espírito Santo. Em 1993, foi presidente do Diretório Regional do PMDB no Espírito Santo, cargo que exerceu até 1995, e se tornou vice-presidente do PMDB em Cachoeiro de Itapemirim. Além disso, foi delegado e membro do Conselho Nacional do PMDB durante a década de 1990.

### Renúncias e Cargos Públicos
Em 2006, durante seu segundo mandato como prefeito de Cachoeiro de Itapemirim, Roberto Valadão renunciou à suplência de deputado federal, sendo convocado para o cargo de deputado titular, mas alegando impedimento por já estar no cargo de prefeito.
Antes de se dedicar à vida política, Roberto Valadão teve uma carreira profissional nas áreas administrativa e jurídica, trabalhando como escriturário e inspetor contábil no Rio de Janeiro, além de ter atuado como escrevente juramentado e oficial no Cartório de Registro Civil de Cachoeiro de Itapemirim.

### Contribuições e Legado
Ao longo de sua carreira, Roberto Valadão foi um incansável defensor da democracia, atuando tanto no campo da política como em movimentos sociais. Foi um dos protagonistas da transição política durante a redemocratização do país, e seu legado como líder político e militante pela liberdade e justiça continua a ser celebrado em Cachoeiro de Itapemirim e em todo o Espírito Santo.
Além de sua contribuição política, Valadão teve papel ativo na mobilização social, sendo uma figura respeitada no cenário estadual e nacional, principalmente por seu trabalho em prol dos direitos humanos e da justiça social. Sua história é marcada pela busca constante por uma sociedade mais democrática e igualitária.

### Morte
Roberto Valadão faleceu no dia 22 de maio de 2024, aos 85 anos, em Cachoeiro de Itapemirim, deixando um legado duradouro na política e na história do Espírito Santo. Seu falecimento foi amplamente lamentado, sendo reconhecido como uma grande perda para a cidade e para o estado.